# 安祖·高美斯 (1993年)
安德烈-菲利佩·塔瓦雷斯·戈梅茲（葡萄牙語：André Filipe Tavares Gomes，ComM，1993年7月30日—）是葡萄牙足球運動員，司職中場，現効力法甲球隊里爾。

## 职业生涯
戈麦斯最早在波尔图进行青训，2011年加入本菲卡，一年之后升入一线队，在本菲卡，戈麦斯表现稳定提升，被西甲球会瓦倫西亞所看中，在租借了一个赛季之后，瓦倫西亞将他买断，後來憑藉優秀表現成為瓦倫西亞中場核心。
2016年，巴塞隆納以3500万欧元外加2000万欧元浮动条款的价格签入戈麦斯。戈麦斯完全無法適應巴薩的傳控打法，最終失去上場機會。
2018年外租到艾佛頓，英超的球風讓戈梅茲重獲新生，迅速成為球隊中場絕對核心。
2019年11月3日，戈梅茲對陣熱刺時，被孫興慜從後鏟跌，並因失平衡而和奧利亞發生碰撞。事後戈梅茲嚴重腳踝受傷。

## 国家队生涯
2014年首次入选国家队，
2016年，随葡萄牙国家队夺得欧洲杯冠军。
2017年，参加了俄罗斯联合会杯。

## 榮譽

### 球會
本菲卡
- 葡萄牙足球超级联赛冠軍：2013–14賽季
- 葡萄牙盃冠軍：2013–14賽季
- 葡萄牙聯賽盃冠軍：2013–14賽季

### 國家隊
葡萄牙
- 歐洲國家盃冠軍：2016年

### 勳章
- 功績勳章指揮官級：2016年

## 外部連結
- Everton official profile （页面存档备份，存于）
- 安祖·高美斯於ForaDeJogo的個人資料
- 安祖·高美斯在BDFutbol中的档案
- 安迪·高美斯的Instagram帳戶 （页面存档备份，存于）
- 安迪·高美斯的X（前Twitter）
- Soccerway資料庫：安祖·高美斯
- 足球数据库：安祖·高美斯的球员统计数据